# Sauris priva
Sauris priva là một loài bướm đêm trong họ Geometridae.